# Micropera edanoi
Micropera edanoi är en orkidéart som beskrevs av Paul Ormerod. Micropera edanoi ingår i släktet Micropera och familjen orkidéer. Inga underarter finns listade i Catalogue of Life.